# Canton de Lillebonne
Le canton de Lillebonne est une ancienne division administrative française située dans le département de la Seine-Maritime et la région Haute-Normandie.

## Géographie
Ce canton était organisé autour de Lillebonne dans l'arrondissement du Havre. Son altitude variait de 0 m (Lillebonne) à 154 m (Auberville-la-Campagne) pour une altitude moyenne de 69 m.

## Histoire
De 1833 à 1848, les cantons de Lillebonne et de Saint-Romain  avaient le même conseiller général. Le nombre de conseillers généraux était limité à 30 par département.

## Administration

### Conseillers généraux de 1833 à 2015
| Période | Période             | Identité                                  | Étiquette               | Qualité |
| ------- | ------------------- | ----------------------------------------- | ----------------------- | --- |
| 1833    | 1848                | Pierre Lizot                              |                         | Procureur du Roi à Rouen (1834-1840), puis Président du Tribunal de première instance de Rouen (depuis 1840)                                                                              |
| 1848    | 1873 (décès)        | Louis-Emmanuel Le Duc, Marquis de Lillers |                         | Maire de Notre-Dame-de-Gravenchon |
| 1874    | 1882 (décès)        | Henri Desgenétais                         | Monarchiste             | Manufacturier, maire de Bolbec (1890-1891) |
| 1882    | 1893 (invalidation) | Baron André Piérard                       | Droite                  | Ancien secrétaire à la direction des Chemins de fer Propriétaire à Gruchet-le-Valasse Député (1889-1893)                                                                                  |
| 1893    | 1934                | René Berge                                | RG                      | Ingénieur civil Maire de Saint-Maurice-d'Ételan |
| 1934    | 1940                | Victor Bettencourt (1875-1946)            | Union Nationale         | Avocat Président de l'Union Catholique de la France Agricole Maire de Saint-Maurice-d'Ételan (1936-19..), conseiller d'arrondissement Nommé membre du Conseil départemental en 1943       |
| 1945    | 1946 (décès)        | Victor Bettencourt                        | DVD                     | Avocat Président de l'Union Catholique de la France Agricole Maire de Saint-Maurice-d'Ételan (1936-19..)                                                                                  |
| 1947    | 1979                | André Bettencourt (fils du précédent)     | CNI puis RI puis UDF-PR | Industriel Député (1951-1977) Sénateur (1977-1995) Membre de Gouvernements (1954-1955 et 1966-1973) Président du Conseil Régional (1974-1981) Maire de Saint-Maurice-d'Ételan (1965-1989) |
| 1979    | 1992                | Paul Dhaille                              | PS                      | Professeur Député (1981-1993 et 1997-2002) Maire de Lillebonne (1977-1999) |
| 1992    | 2004                | Philippe Leroux                           | RPR                     | Cadre technique dans l'industrie chimique Maire de Lillebonne (2001-2008 et 2014-2020) |
| 2004    | 2015                | Nicolas Beaussart                         | PS                      | Conseiller principal d'éducation Maire de Lillebonne (2008-2014) |

### Conseillers d'arrondissement (de 1833 à 1940)
| Période                                  | Période | Identité                                | Étiquette           | Qualité |
| ---------------------------------------- | ------- | --------------------------------------- | ------------------- | --- |
| 1833                                     | 1848    | M. Rouget                               |                     | Notaire à Lillebonne                                                                                        |
| 1848                                     | 1858    | Scévola Fleury                          | Bonapartiste        | Cultivateur à Grand-Camp                                                                                    |
| 1858                                     | 1877    | Narcisse Pigné                          |                     | Médecin, maire de Lillebonne                                                                                |
| 1877                                     | 1892    | Édouard Westphalen-Lemaitre (1830-1902) | Républicain         | Industriel en tissage à Lillebonne                                                                          |
| 1892                                     | 1907    | Edmond Pigoreau                         | Républicain radical | Maire de Lillebonne                                                                                         |
| 1907                                     | 1934    | Victor Bettencourt                      | Républicain libéral | Avocat, Saint-Maurice-d'Ételan, Président du Conseil d'arrondissement                                       |
| 1934                                     | 1940    | Henri Lemarcis                          | Républicain         | Maire de Lillebonne L'élection de 1937 ayant été annulée, M. Lemarcis a été réélu le 17 juillet 1938.       |
| 1940                                     |         |                                         |                     | Les conseils d'arrondissement ont été suspendus par la loi du 12 octobre 1940 et n'ont jamais été réactivés |
| Les données manquantes sont à compléter. |         |                                         |                     | |

## Justice
Nicolas Legrain : Juge de paix 1848-1849
M.Pigné :  Suppléant juge de paix jusqu'en 1890
Edmond Isidore Legrain  : Suppléant juge de paix 1890-1910
Georges Hommais : 1910-

## Composition
Le canton de Lillebonne regroupait 14 communes et comptait 27 596 habitants (recensement de 1999 sans doubles comptes).
| Communes                   | Population (2012) | Code postal | Code Insee |
| -------------------------- | ----------------- | ----------- | ---------- |
| Auberville-la-Campagne     | 555               | 76170       | 76031      |
| La Frénaye                 | 1 566             | 76170       | 76281      |
| Grand-Camp                 | 651               | 76170       | 76318      |
| Lillebonne                 | 9 738             | 76170       | 76384      |
| Mélamare                   | 751               | 76170       | 76421      |
| Norville                   | 886               | 76330       | 76471      |
| Notre-Dame-de-Gravenchon   | 8 618             | 76330       | 76476      |
| Petiville                  | 1076              | 76330       | 76499      |
| Saint-Antoine-la-Forêt     | 935               | 76170       | 76556      |
| Saint-Jean-de-Folleville   | 742               | 76170       | 76592      |
| Saint-Maurice-d'Ételan     | 305               | 76330       | 76622      |
| Saint-Nicolas-de-la-Taille | 1 035             | 76170       | 76627      |
| La Trinité-du-Mont         | 629               | 76170       | 76712      |
| Triquerville               | 348               | 76170       | 76713      |

## Démographie
| 1962   | 1968   | 1975   | 1982   | 1990   | 1999   | 2009   |
| ------ | ------ | ------ | ------ | ------ | ------ | ------ |
| 18 378 | 21 521 | 25 349 | 26 501 | 27 276 | 27 596 | 27 963 |

| 2011   | 2012   | 2013   | 2014   | - | - | - |
| ------ | ------ | ------ | ------ | - | - | - |
| 27 708 | 27 873 | 28 045 | 28 458 | - | - | - |